# Birac-sur-Trec
Birac-sur-Trec település Franciaországban, Lot-et-Garonne megyében. Lakosainak száma 831 fő (2022. január 1.). Birac-sur-Trec Virazeil, Longueville, Gontaud-de-Nogaret, Puymiclan és Saint-Pardoux-du-Breuil községekkel határos.

## Népesség
A település népességének változása:
| Lakosok száma | 617  | 628  | 636  | 761  | 832  | 858  | 843  | 850  | 847  | 831  |
|               | 1968 | 1982 | 1990 | 2006 | 2013 | 2015 | 2017 | 2019 | 2020 | 2022 |